# Yes (альбом Yes)
Yes — дебютный студийный альбом группы Yes, вышедший в июле 1969 года на лейбле Atlantic Records. Британское и американское издания имеют разные обложки. Альбом ремастирован и переиздан в 2003 году с добавлением шести бонус-треков.

## Об альбоме
Две из восьми композиций являются каверами: песня «Every Little Thing» группы The Beatles, существенно переработанная, с изменённым темпом, и «I See You» группы The Byrds, исполненная в психоделически-джазовом стиле. Брюс Эдер из Allmusic отметил, в частности, виртуозную игру гитариста Питера Бэнкса и барабанщика Билла Бруфорда в композиции «I See You», оригинальную и многообещающую игру бас-гитариста Криса Сквайра в «Harold Land» и «удивительно харизматическое исполнение» Джоном Андерсоном композиции «Every Little Thing», которую он назвал «самой смелой кавер-версией Битлз, когда-либо появлявшейся в английской звукозаписи». Кавер-версию «I See You» высоко оценил также музыкальный критик Лестер Бэнгс, отметив при этом, что собственные композиции участников Yes на этом альбоме «не очень запоминающиеся».
Альбом был высоко оценен музыкальными критиками и удостоен положительных рецензий в журнале Rolling Stone, который отметил особый музыкальный стиль и исполнительское мастерство музыкантов. Музыкальный критик Брюс Эдер (Allmusic) весьма высоко оценил этот альбом, назвав его «самым нехарактерным из всех альбомов группы», а также «на удивление сильным, учитывая неопытность всех участников».

## Список композиций
Сторона A
1. Beyond and Before (Крис Сквайр/Клив Бейли) — 4:58
2. I See You (Роджер Макгуинн/Дэвид Кросби) — 6:54
3. Yesterday and Today (Джон Андерсон) — 2:53
4. Looking Around (Джон Андерсон/Крис Сквайр) — 4:05

Сторона B
1. Harold Land (Джон Андерсон/Крис Сквайр/Билл Бруфорд) — 5:45
2. Every Little Thing (Джон Леннон/Пол Маккартни) — 5:46
3. Sweetness (Джон Андерсон/Крис Сквайр/Клив Бейли) — 4:35
4. Survival (Джон Андерсон) — 6:23

Бонус-треки на издании 2003 года
1. Everydays (сингловая версия) (Стивен Стиллс) — 6:23
2. Dear Father (ранняя версия #2) (Джон Андерсон/Крис Сквайр) — 5:51
3. Something’s Coming (Леонард Бернстайн/Стивен Сондхейм) — 7:09
4. Everydays (ранняя версия) (Стивен Стиллс) — 5:18
5. Dear Father (ранняя версия #1) (Джон Андерсон/Крис Сквайр) — 5:31
6. Something’s Coming (ранняя версия) (Леонард Бернстайн/Стивен Сондхейм) — 8:02

## Участники записи
- Джон Андерсон — вокал
- Крис Сквайр — бас-гитара, вокал
- Питер Бэнкс — электрогитары, акустические гитары, вокал
- Тони Кей — клавишные
- Билл Бруфорд — барабаны, перкуссия